# Thérèse Bertrand-Fontaine
Thérèse Bertrand-Fontaine (París, 15 de octubre de 1895-24 de diciembre de 1987) fue una médica francesa, miembro de la Academia de medicina de Francia.

## Biografía
Hija del prestigioso geólogo Marcel Bertrand fundador de la Tectónica moderna por sus estudios en los Alpes, y de Mathilde Mascart. Su padre y sus dos abuelos fueron miembros de la Academia de Ciencias. Thérèse estudió su carrera en la Facultad de medicina de la Universidad de París.
En 1919, al casarse con Philippe Fontaine, cambió su apellido incorporando el de su marido.
Internista durante cuatro años en hospitales de París especializados en cirugía, de 1922 a 1926, en 1930 fue la primera mujer en convertirse en médico de un hospital en París.
Thérèse Fontaine orientó principalmente sus labores de investigación clínica en las pulmonías, las enfermedades hepáticas, las enfermedades renales, y la bioquímica de la amilosa.
Fue elegida en 1969 miembro titular de la Academia nacional de medicina, donde fue la segunda mujer, después de Marie Curie, en ser miembro de esta institución. Así mismo, también fue distinguida por el gobierno francés como Gran Oficial de la Legión de Honor Francesa.

## Algunas publicaciones
- Étude clinique et anatomique des pneumopathies à pneumo-bacilles de Friedländer (Estudio clínico y anatómico de las neumopatías y neumobacilos de Friedländer) 1926, (Tesis).

- Signe d'Argyll-Roberston (Pupila de Argyll Roberston) 1930

- Tumeur de la moëlle cervicale évoluant sous les traits d'une sclérose latérale amyotrophique, ablation, guérison (Tumor de la médula ósea cervical que evoluciona bajo las características una Esclerosis lateral amiotrófica, ablación, curación) 1933

- Sur trois cas de sarcomes à cellules géantes du sein (Tres casos de sarcomas de células grandes de la mama) 1933

- Hémophilie et hémogénie (Hemofilia y hémogenia) 1934

- Ptérygium colli, 1943

- Tumeurs du sein (Tumores de la mama) 1951

- Les Néphrites ascendantes (Las nefritis ascendentes) 1955